# Рудно (Мінський повіт)
Рудно (пол. Rudno) — село в Польщі, у гміні Добре Мінського повіту Мазовецького воєводства.
Населення — 96 осіб (2011).
У 1975-1998 роках село належало до Седлецького воєводства.

## Демографія
Демографічна структура станом на 31 березня 2011 року:
|          | Загалом | Допрацездатний вік | Працездатний вік | Постпрацездатний вік |
| -------- | ------- | ------------------ | ---------------- | -------------------- |
| Чоловіки | 50      | 13                 | 32               | 5                    |
| Жінки    | 46      | 13                 | 17               | 16                   |
| Разом    | 96      | 26                 | 49               | 21                   |